# كابس يونايتد
نادي كابس يونايتد لكرة القدم (بالإنجليزية: CAPS United F.C.)‏ نادٍ لكرة قدم زيمبابوي في هراري. وقد شكل الفريق في 1973، وارتفع إلى مكانة بارزة في أواخر السبعينات وأوائل الثمانينات. لقبه هو «ماكبيكيبي».
المعروف شعبيًا باسم ملوك الكأس أو ماكيبيكيبي لسيطرتهم في معظم كأس البطولات. وهو الفريق الثاني الأكثر شعبية في هراري بعد منافسيهم نادي ديناموز. كابس يونايتد هو فريق الذي أنتج بعض من أفضل اللاعبين في البلاد والأساطير بما في ذلك شاكي تاورو، برينا مسيسكا، على سبيل المثال لا الحصر.

## وصلات خارجية
- Caps United News Website : www.capsutd.com
- Facebook Website